# Серебряная мартышка
Серебряная мартышка (лат. Cercopithecus doggetti) — вид приматов из семейства мартышковых. Видовое латинское название дано в честь натуралиста Уолтера Доггетта (Walter Grimwood Doggett, 1876—1905).
Обитает в Восточной Африке, на территории Бурунди, Уганды, Демократической республики Конго, Руанды и Танзании. Ранее считалась подвидом коронованной мартышки, в 2005 году была выделена в отдельный вид.
Животное среднего размера — от 50 до 65 см в длину, вес взрослой самки около 4 кг, взрослого самца — около 7 кг. Вид широко распространён, однако существует угроза популяции в виде сокращения среды обитания.